# Generał porucznik lotnictwa

Pagon na mundurze paradnym

Generał porucznik lotnictwa (ros. Генерал-лейтенант авиации) – stopień wojskowy w korpusie wyższych oficerów lotnictwa w Siłach Zbrojnych ZSRR w latach 1940 - 1984; niższy stopień to generał major lotnictwa, kolejny wyższy to generał pułkownik lotnictwa.